# Li Yuanchao
Li Yuanchao (chino: 李源潮, pinyin: Lǐ Yuanchao; Lianshui, Jiangsu; 20 de noviembre de 1950) es un matemático y político chino. Fue vicepresidente de la República Popular China durante el período 2013-2018. 

## Biografía
Li nació en el Condado de Lianshui, Jiangsu, el 11 de noviembre de 1950. En 1972, ingresa a la Universidad Normal del Este de China para estudiar matemáticas, y luego se graduó con una licenciatura en matemáticas de la Universidad Fudan, una maestría (obtenida a través de estudios a tiempo parcial) en gestión económica de la Universidad de Pekín, y un doctorado (también sobre una base a tiempo parcial) en Derecho por la Escuela central del Partido. Siguió la carrera de formación en la Escuela de Gobierno Kennedy de la Universidad de Harvard en 2002. 
Li es miembro de la facción de exsecretario general del PCCh, Hu Jintao, formada por antiguos dirigentes de la Liga de la Juventud Comunista de Tuanpai. Fue miembro del Buró Político del Partido Comunista de China. Fue jefe de su Departamento de Organización entre 2007 y 2012. 
De 2002 a 2007, Li sirvió en la secretaría del Partido Comunista de China de Jiangsu. Se le considera una figura de la quinta generación de China de liderazgo.

## Vicepresidente de China
En marzo de 2013, Li fue nombrado vicepresidente de la República Popular de China. El cargo de Vicepresidente se había celebrado desde 1998 por el Secretario mejor clasificado de la Secretaría del partido; La selección de Li como Vicepresidente rompió esta convención de quince años; esto significaba Li fue también el primer vicepresidente de no formar parte del Comité Permanente del Buró Político desde 1998. Desde que asumió en el cargo, Li jugó un papel importante en los asuntos exteriores. Sirvió como el segundo líder del Grupo Piloto de Relaciones Exteriores, el principal órgano de coordinación de los asuntos exteriores del Partido Comunista, y como vicepresidente del Grupo Central de Coordinación para Asuntos de Hong Kong y Macao. 
Li fue el funcionario chino de más alto rango para asistir a la conmemoración del estado del líder sudafricano Nelson Mandela y el funeral de Estado de Lee Kuan Yew.